# Christopher Nolan/Filmografie

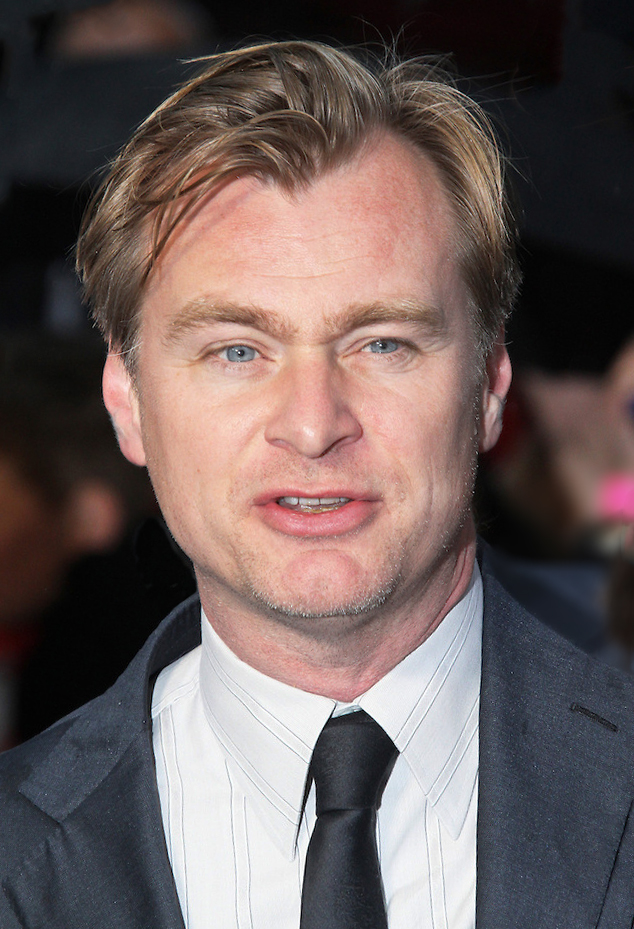
Christopher Nolan (2013)

Christopher Nolans Filmografie nennt alle Filme, an denen der britisch-US-amerikanische Filmregisseur, Drehbuchautor und Filmproduzent mitbeteiligt war. Die Liste gibt Aufschluss, welche Filme von und mit ihm produziert wurden und welche Aufgaben er in der Filmproduktion übernahm, sowie weitere wichtige Informationen.
Bis zu seinem Spielfilm-Debüt 1997 mit Following produzierte er in seiner Studienzeit Kurzfilme, von denen nur einer auf DVD veröffentlicht wurde, und übernahm dabei viele Filmberufe aufgrund der geringen Budgets selbst. Following war mit nur 6.000 Pfund seine bisher einzige Low-Budget-Spielfilm-Produktion, seine späteren Spielfilme hatten Budgets im Millionen-Dollar-Bereich, wobei Batman Begins Nolans erste Big-Budget-Produktion mit über 150 Millionen US-Dollar und erster Kassenschlager wurde.

## Legende
- Jahr: Nennt das Jahr, in dem der Film erstmals erschienen ist.
- Film: Nennt den deutschen Titel des Films. Manche Filme sind nie in Deutschland erschienen und mit dem Originaltitel genannt.
- Regie: Nennt ob Nolan als Regisseur tätig war.
- Drehbuch: Nennt ob Nolan als Drehbuchautor tätig war.
- Produktion: Nennt ob Nolan als Produzent tätig war. Bei Sonderformen als Produzent steht es in den Bemerkungen.
- weitere: Nennt ob Nolan in weiteren Funktionen tätig war. Falls ja, stehen diese unter Bemerkungen.
- Länge: Nennt die ursprüngliche Länge des Films in der Kinofassung in Minuten, sofern veröffentlicht und bekannt. Kinofilme haben 24 Vollbilder pro Sekunde. Im Fernsehen oder auf DVD werden Filme im Phase-Alternating-Line-System (PAL) mit 25 Vollbildern pro Sekunde gezeigt, siehe PAL-Beschleunigung. Dadurch ist die Laufzeit der Filme im Fernsehen um vier Prozent kürzer als im Kino, was bei einer Kinolaufzeit von 100 Minuten eine Lauflänge von 96 Minuten im Fernsehen bedeutet.
- Bemerkungen: Weitere wichtige oder nennenswerte Informationen zum Film stehen hier.

## Filme
| Jahr | Film                               | Funktionen | Funktionen | Funktionen | Funktionen | Länge | Bemerkungen                                                                                               |
| Jahr | Film                               | Regie      | Drehbuch   | Produktion | weitere    | Länge | Bemerkungen                                                                                               |
| ---- | ---------------------------------- | ---------- | ---------- | ---------- | ---------- | ----- | --- |
| 1989 | Tarantella                         | ja         | ja         | ja         | ja         | 05    | Kameramann, Schnitt; in schwarz-weiß                                                                      |
| 1996 | Larceny                            | ja         | ja         | ja         | unbekannt  |       | unveröffentlichter Kurzfilm, in schwarz-weiß                                                              |
| 1997 | Doodlebug                          | ja         | ja         |            | ja         | 03    | Kameramann, Schnitt; in schwarz-weiß, als Chris Nolan aufgeführt                                          |
| 1997 | Fearville                          |            |            |            | ja         |       | Kameraoperateur                                                                                           |
| 1998 | Following                          | ja         | ja         | ja         | ja         | 070   | Schnitt; in schwarz-weiß, eigenes Spielfilmdebüt                                                          |
| 1999 | Genghis Blues                      |            |            |            | ja         | 088   | Schnitt-Assistenz                                                                                         |
| 2000 | Memento                            | ja         | ja         |            |            | 113   | in der Filmfassung mit der chronologisch richtigen Handlungsreihenfolge beträgt die Länge 108 Minuten     |
| 2002 | Insomnia – Schlaflos               | ja         |            |            |            | 118   | arbeitete an Drehbuchentwürfen mit                                                                        |
| 2005 | Batman Begins                      | ja         | ja         |            |            | 140   | |
| 2006 | Prestige – Die Meister der Magie   | ja         | ja         | ja         |            | 130   | |
| 2008 | The Dark Knight                    | ja         | ja         | ja         |            | 152   | |
| 2010 | Inception                          | ja         | ja         | ja         |            | 148   | |
| 2012 | The Dark Knight Rises              | ja         | ja         | ja         |            | 164   | |
| 2013 | Man of Steel                       |            |            | ja         | ja         | 143   | an der Storyentwicklung beteiligt                                                                         |
| 2014 | Transcendence                      |            |            | ja         |            | 119   | Executive Producer                                                                                        |
| 2014 | Interstellar                       | ja         | ja         | ja         |            | 169   | |
| 2015 | Quay                               | ja         | ja         | ja         | ja         | 08    | Kameramann, Schnitt, Filmkomponist; Dokumentarkurzfilm                                                    |
| 2016 | Batman v Superman: Dawn of Justice |            |            | ja         |            | 152   | Executive Producer; die erweiterte Fassung bekannt als Ultimate Edition hat eine Länge von 183 Minuten    |
| 2017 | Dunkirk                            | ja         | ja         | ja         |            | 107   | |
| 2017 | Justice League                     |            |            | ja         |            | 120   | Executive Producer                                                                                        |
| 2018 | 2001: Odyssee im Weltraum          |            |            |            | ja         | 164   | Supervision der 70-mm-Filmrestaurierung der Urfassung des Stanley-Kubrick-Films aus 1968 zum 50. Jubiläum |
| 2020 | Tenet                              | ja         | ja         | ja         |            | 150   | aufgrund der COVID-19-Pandemie mehrmals verschoben                                                        |
| 2021 | Zack Snyder’s Justice League       |            |            | ja         |            | 242   | Executive Producer                                                                                        |
| 2023 | Oppenheimer                        | ja         | ja         | ja         |            | 180   | erster Film für den Teile in IMAX Schwarzweiß-Analogfilm aufgenommen wurden                               |